# Ферранте, Уго
Уго Ферранте (итал. Ugo Ferrante; 18 июля 1945, Верчелли — 24 января 2004, там же) — итальянский футболист, игравший на позиции защитника.

## Карьера
Выросший в Про Верчелли, пришёл в «Фиорентину» в 1963 году, дебютировав в Серии А 31 мая 1964 в матче против «Бари». Долго был основным защитником «фиалок». Он оставил «Фиорентину» в конце сезона 1971/72.
В общей сложности, за «Фиорентину», он сыграл 179 матчей в Серии А и забил 6 голов. Позже играл за «Виченцу».
Играл на чемпионате Мира 1970 года.